# مارسی (فیلم ۲۰۱۶)
مارسی (انگلیسی: Marseille) فیلمی در ژانر کمدی به کارگردانی کاد مراد است که در سال ۲۰۱۶ منتشر شد.

## بازیگران
- کاد مراد
- پاتریک بوسو
- ونانتینو ونانتینی
- جودیث الزین
- آن شاریه
- لویی-دو دو لانکسن
- ژولین بواسلیه
- فیلیپ لوفور
- متیو مادنیان

## توضیحات
1. ↑  Hervé Rakotofiringa